# Суха вода

Суха вода

Можливо, Ви мали на увазі Novec 1230
Суха вода — незвичайна форма «порошкової рідини», водяно-повітряна емульсія, в якій маленькі краплі води, кожна розміром з піщинку, оточені шаром діоксиду кремнію. Суха вода складається на 95 % з рідкої води, але покриття оксидом кремнію заважає краплям води об'єднатися в суцільну рідину. Результат — білий порошок, дуже схожий на кухонну сіль. Серед науковців цю суміш часто називають «пустою водою».

## Відкриття
Суха вода була вперше запатентована в 1986 і миттєво була підхоплена косметичними компаніями, так як винахід міг мати застосування в косметиці. В 2006 році суміш була отримана знову в університеті Халла, і з того часу оцінюється і досліджується можливе застосування в інших галузях. Суху воду достатньо легко виготовити. Наночастинки гідрофобного діоксиду кремнію змішуються з водою за допомогою мотора зі змішувальною паличкою та імпелером, що крутиться при 19 000 обертів на хвилину протягом 90 секунд.

## Застосування
Деякі гази, після змішування з сухою водою, об'єднуються з водою, яка захоплює їх в клітку газового гідрату. Це представляє можливість транспортування вибухових газів, зі зменшеним ризиком випадкової детонації. Суха вода розглядається як агент для захоплення та ізоляції парникових газів в атмосфері. Науковці вважають що суха вода буде корисною в майбутньому для боротьби з глобальним потеплінням, так як суміш може накопичувати в три рази більше вуглекислого газу, аніж звичайна вода. Також суха вода має застосування для перевезення і зберігання небезпечних матеріалів. Інше можливе застосування — середовище для летких речовин, так як матеріали збереженні всередині сухої води, можуть бути зведені до порошку і стабілізовані — зменшуючи не тільки леткість речовини, а також вагу при транспортуванні. Також було запропоноване використання сухої води в конструкції паливних комірок для автомобілів через поглинання і стабілізацію великої кількості летких газів і матеріалів. Через свою природу, суха вода класифікується як адсорбний матеріал, і може мати багато використань в галузях з використанням емульсії. Деякі дослідження показали можливість використовувати суху воду для старту реакції або як каталізатор.